# Туалетная кабинка

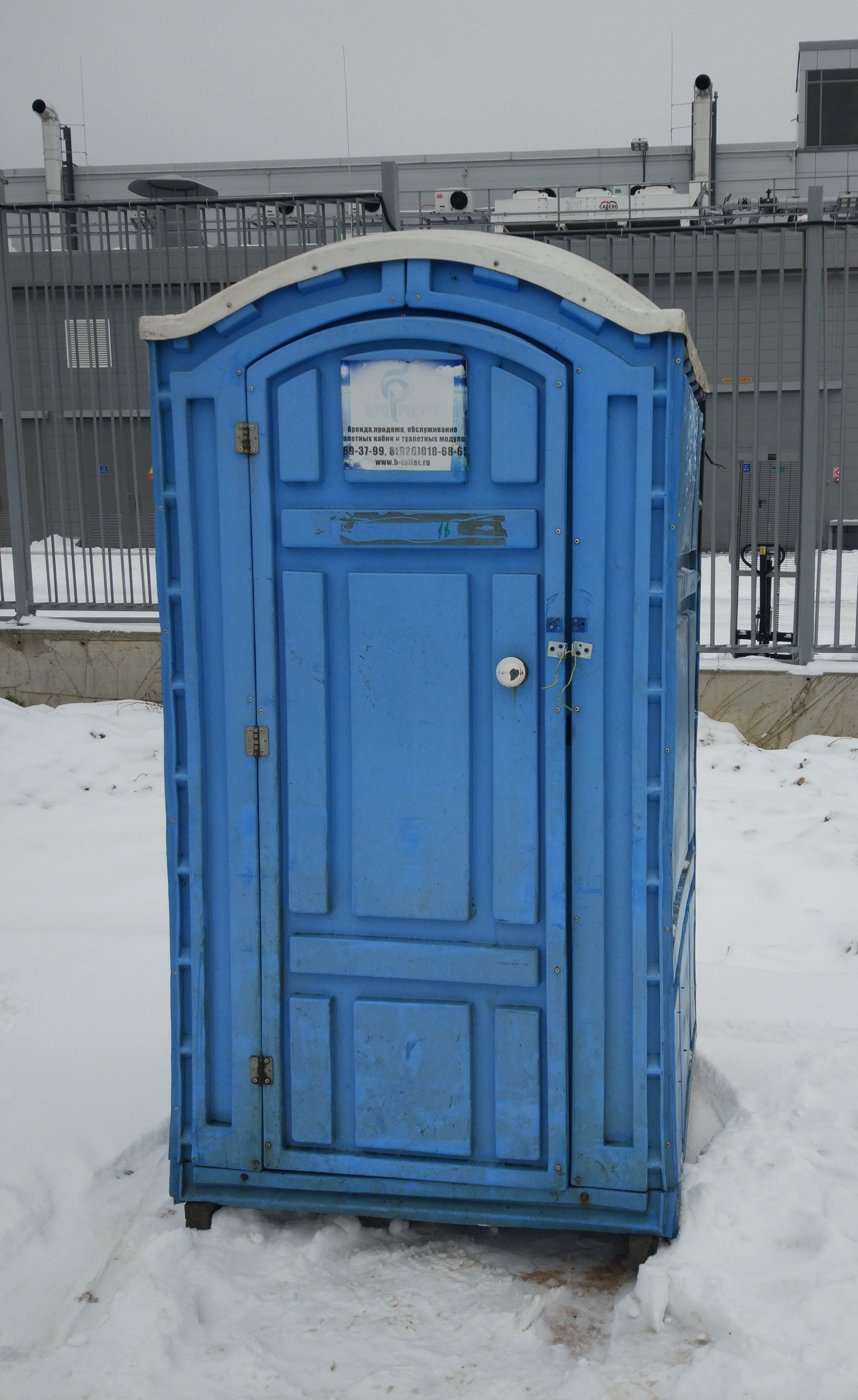
Туалетная кабинка

Туалетная кабинка, туалетная кабина, мобильная туалетная кабина — небольшое сооружение (обычно легкотранспортируемое), чаще всего размером 1,1×1,1×2,0 метра, из пластика или металлических листов.

## Описание конструкции
Лучшим материалом на настоящий момент для изготовления туалетной кабины является полиэтилен низкого давления за счёт ударопрочности и устойчивости к температурным воздействиям. Функционально кабина предназначена для организации туалета в местах, где отсутствует центральная канализация (на рынках, стройплощадках, парках, пляжах, территории летних кафе, при проведении различных городских, спортивных и корпоративных мероприятий).
Может поставляться как в собранном, так и в разобранном виде.
Туалетная кабина обычно состоит из поддона и крепящихся к нему пластиковых частей кабины: трёх стенок, фронтальной панели с дверью, светопроницаемой крыши. Внутри туалетной кабины устанавливается накопительный бак для отходов с вентиляционной трубой, держатель для туалетной бумаги, писсуар, крючок для одежды, стульчак с крышкой.